# Шихова Катерина Володимирівна
Катерина Володимирівна Шихова (рос. Екатерина Владимировна Шихова, 25 червня 1985) — російська ковзанярка, олімпійська медалістка. 
Бронзову олімпійську медаль Шихова виборола на Іграх 2014 року в Сочі в командній гонці переслідування. Вона брала участь також у Ванкуверській олімпіаді 2010 року, але залишилася без нагород. 
1. 1 2  Olympedia — 2006.